# Конатковцы
Конатковцы (укр. Конатківці) — село на Украине, находится в Шаргородском районе Винницкой области.
Код КОАТУУ — 0525384301. Население по переписи 2001 года составляет 883 человека. Почтовый индекс — 23517. Телефонный код — 4344.
Занимает площадь 24 км².

## Религия
В селе действуют храмы Архистратига Божьего Михаила и Воздвижения Креста Господня Шаргородского благочиния Могилёв-Подольской епархии Украинской православной церкви.

## Адрес местного совета
23517, Винницкая область, Шаргородский р-н, с. Конатковцы, ул. Ленина, 36